# Scott Krinsky
Scott Krinsky (Washington D.C., 24 november 1968) is een Amerikaans acteur. Zijn meest bekende rollen zijn in de tv-series Chuck als Jeff Barnes  en The O.C. als Darryl. Acteren is niet het enige wat hij doet, hij is ook schrijver en stand-upkomiek.
Krinsky studeerde aan Salisbury University met als hoofdvak Communicatie en Broadcast Journalistiek. Daarnaast ging hij naar de 'Epicurean School of Culinary Arts' in Los Angeles.

## Filmografie

### Films
| Jaar | Film                           | Rol                 |
| ---- | ------------------------------ | ------------------- |
| 1994 | I'll Do Anything               | Focus Group Lid     |
| 2001 | Cutting Tom Finn               | Harry               |
| 2005 | The Dry Spell                  | Joseys vader        |
| 2006 | Shamelove                      | Dakloze man         |
| 2006 | Love Made Easy                 | Potential Buyer     |
| 2006 | Drain Baby                     | Mr. Jenkins         |
| 2011 | Transformers: Dark of the Moon | Accuretta-personeel |
| 2017 | Dave Made a Maze               | Leonard             |

### Televisie
| Jaar      | Tv-serie             | Rol                   | Afleveringen |
| --------- | -------------------- | --------------------- | ------------ |
| 2005      | Without a Trace      | Blurry Man            | 1            |
| 2006–2007 | The O.C.             | Darryl                | 5            |
| 2007–2012 | Chuck                | Jeffrey "Jeff" Barnes | 91           |
| 2009      | Parks and Recreation | Norm                  | 1            |